# Jalili-Syndrom
Das Jalili Syndrom ist eine sehr seltene angeborene Erkrankung mit einer Kombination von Zapfen-Stäbchen-Dystrophie (einer Augenerkrankung mit Absterben der Zapfen in der Netzhautmitte) mit Amelogenesis imperfecta (einer angeborenen Zahnschmelzhypoplasie).
Synonym: Zapfen-Stäbchen-Dystrophie - Amelogenesis imperfecta
Die Bezeichnung bezieht sich auf den Erstautoren der Erstbeschreibung aus dem Jahre 1988 durch die Augenärzte I. K. Jalili und N. J. Smith.
Das Syndrom ist nicht mit dem auch als „Jalili-Syndrom“ bezeichneten Amaurose-Hypertrichose-Syndrom zu verwechseln.

## Verbreitung
Die Häufigkeit wird mit unter 1 zu 1.000.000 angegeben, bislang wurde über weniger als 30 Betroffene berichtet. Die Vererbung erfolgt autosomal-rezessiv.

## Ursache
Der Erkrankung liegen Mutationen im CNNM4-Gen auf Chromosom 2 Genort q11.2 zugrunde.

## Klinische Erscheinungen
Klinische Kriterien sind:
- Manifestation in der Neugeborenenzeit
- Amelogenesis imperfecta
- Zapfen-Stäbchen-Dystrophie